# 그랜드스타 카고
그랜드스타 카고 (중국어: 银河国际货运航空有限公司)는 중화인민공화국의 화물 항공사로 총 3개 노선을 취항하고 있다. 본사는 중화인민공화국 톈진에 위치해 있으며 2006년에 설립했다. 또한 사용하고 있는 허브 공항으로 톈진 빈하이 국제공항이 있으며 대한항공, 시노트랜스, 신한캐피탈, 하나캐피탈이 지분을 가지고 있다.

## 운항 노선
- 2011년 10월 기준으로 그랜드스타 카고는 다음과 같은 노선을 운항하고 있다.[1]

| 톈진 \|\| align=center\|TSN \|\| align=center\|ZBTJ \|\| 빈하이               |
| 상하이 \|\| align=center\|PVG \|\|align=center\|ZSPD \|\| 푸둥                |
| 프랑크푸르트 \|\| align=center\|FRA \|\| align=center\|EDDF \|\| 프랑크푸르트 |

## 보유 기종
- 2011년 11월 기준으로 그랜드스타 카고는 다음과 같은 기종을 보유하고 있다.[2][3]

## 같이 보기
- 신한캐피탈
- 하나캐피탈
- 대한항공
- 시노트랜스